# 1993 LS1
1993 LS1 är en asteroid i huvudbältet som upptäcktes den 25 februari 1993 av den australiensiske astronomen Robert H. McNaught vid Siding Spring-observatoriet.
Asteroiden har en diameter på ungefär 3 kilometer och den tillhör asteroidgruppen Eunomia.